# Mount Kropotkin
Der Mount Kropotkin (russisch Гора Кропоткина Gora Kropotkina) ist ein Berggipfel im ostantarktischen Königin-Maud-Land. Im Mühlig-Hofmann-Gebirge ragt er an der Westseite der Jøkulkyrkja auf.
Wissenschaftler des Norwegischen Polarinstituts kartierten ihn anhand von Vermessungen und Luftaufnahmen der Dritten Norwegischen Antarktisexpedition. Sowjetische Wissenschaftler kartierten ihn 1961 und benannten ihn nach dem russischen Geographen Pjotr Alexejewitsch Kropotkin (1842–1921). Das Advisory Committee on Antarctic Names übertrug diese Benennung 1970 ins Englische.